# 2246 Bowell
A 2246 Bowell (ideiglenes jelöléssel 1979 XH) egy kisbolygó a Naprendszerben. Edward L. G. Bowell fedezte fel 1979. december 14-én.